# Paris for President
«Paris for President» (en español: Paris para Presidente) es una canción de la cantante y actriz estadounidense Paris Hilton. Fue lanzada como sencillo el 27 de octubre de 2008, aun sin tener un álbum que lo respaldara en promoción. «Paris for President» produjo un vídeo musical, mismo fue criticado por los medios, por sus escenificaciones humorísticas hacia personajes políticos.

## Antecedentes
En 2007 Paris Hilton anunció que trabajaba en nuevos proyectos musicales, dando como resultado en octubre de 2008, la filtración del sencillo.
Paris afirmó «No soy vieja, ni prometo cambios. Sin embargo, estoy buena»
Además, aseguró que garantizaría que «Todo el mundo tuviera diamantes, incluiría las reglas de la moda en la Declaración de Derechos Humanos, aprobaría el matrimonio gay y apoyaría el uso de vehículos ecológicos» dichos versos mencionados en la letra del tema.

## Crítica
Quirkybet consideró que la idea de la canción Sería una excelente Presidente, ya que tiene muchas de las características del último presidente republicano, Mientras tanto Rolling Stone la consideró Repetitiva y Muy diferente a su trabajo anterior (Paris).

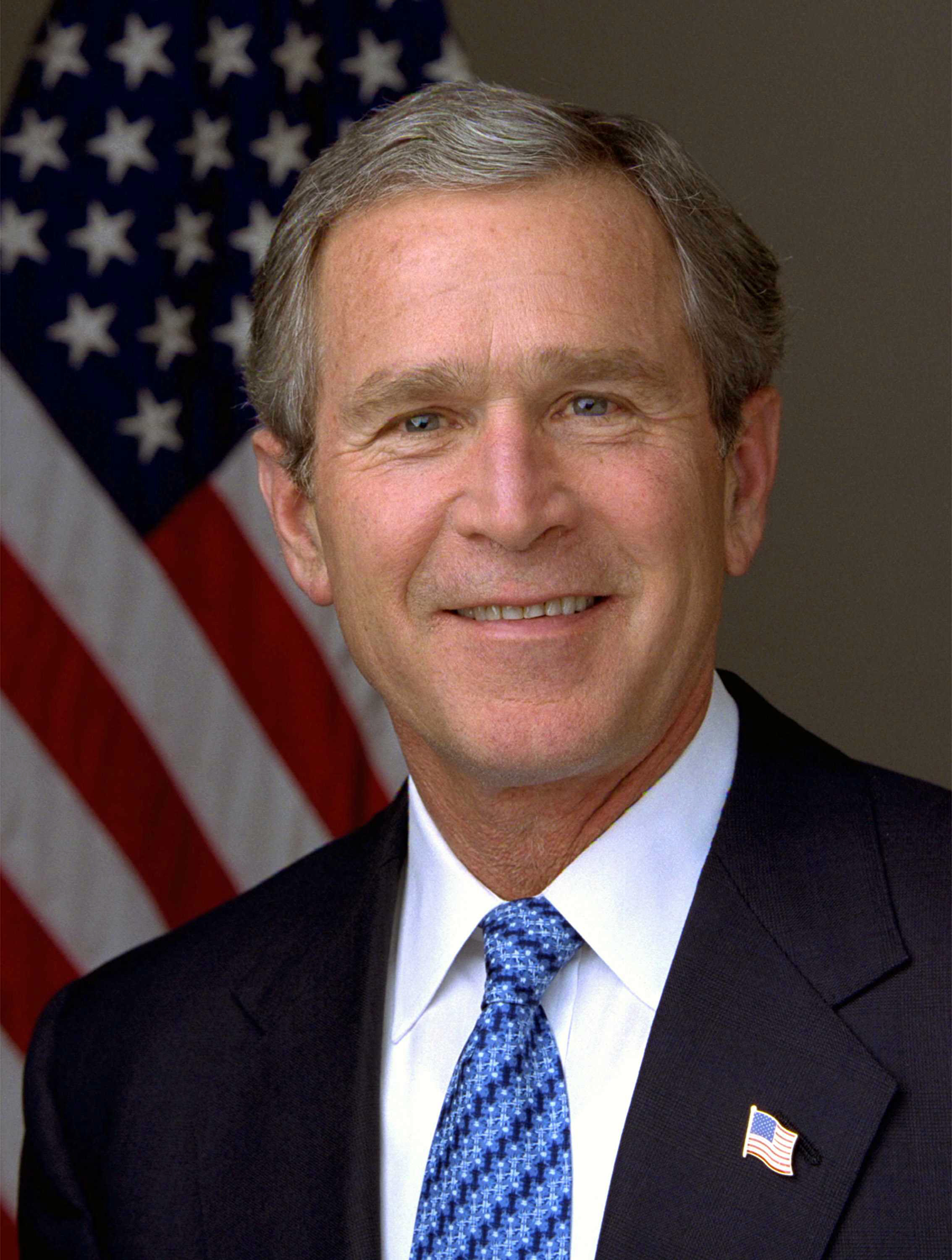
El expresidente de los Estados Unidos, George W Bush es una de las figuras públicas mencionadas en la letra de la canción junto a Simon Cowell.

## Vídeo musical
El videoclip se centra en una escenografía blanca, con tan solo una bandera de los Estados Unidos detrás.
En momentos se ven escenas de un estrado presidencial, un escritorio con varios frascos de su fragancia Can Can y varios accesorios, un armario y una silla de playa. El vídeo fue dirigido por Chris Applebaum, el cual ya había trabajado con Hilton en «Stars Are Blind».

## Versiones y remixes
Versiones
- Video Version — 03:01
- Radio Edit — 02:53